# Blutblättriger Hautkopf
Der Blutblättrige Hautkopf (Cortinarius semisanguineus, Syn.: Dermocybe semisanguinea) ist eine Pilzart aus der Familie der Schleierlingsverwandten (Cortinariaceae). Die Fruchtkörper erscheinen von Juli bis November vorwiegend in bodensauren Nadelwäldern.

## Merkmale

### Makroskopische Merkmale
Der Hut ist 2–7 cm breit, anfangs glockig bis gewölbt, später ausgebreitet und flach gebuckelt. Er ist blassbraun bis umberbraun gefärbt und hat oft einen oliv-ockerlichen Beiton, selten ist er auch fast purpurbraun. Die Oberfläche ist kahl bis faserig-schuppig und nicht hygrophan. 
Die gedrängt stehenden, breit angewachsenen Lamellen sind jung zinnober- bis blutrot und im Alter braunrot. Das Sporenpulver ist rostbraun und die Schneiden gelblich. 
Der mehr oder weniger zylindrische Stiel ist 3–9 cm lang und 0,3–0,8 cm breit. Er ist lebhaft chrom- oder messinggelb gefärbt. Die Stielspitze ist oft blasser gelblich, die Stielbasis kann auch rötlich überhaucht sein. Das gelbe Velum bildet einen unterbrochen-gezackten, gelbbraunen Gürtel. Das Fleisch ist blass gelblich bis ockergelb und in der Stielbasis mehr orange gefärbt. Es riecht beim Anschneiden schwach Jod- oder rettichartig. Der Geschmack ist mild bis leicht bitter.

### Mikroskopische Merkmale
Die apfelkernförmigen und fein warzigen Sporen sind 6,5–8 µm lang und 4,5–5 µm breit. Die Cheilozystiden sind unauffällig keulig und mitunter ein- bis zweifach septiert.

## Artabgrenzung
Beim Blutblättrigen Hautkopf sind, wie es der Name schon verrät, nur die Lamellen blutrot gefärbt. Ein weiteres Kennzeichen dieser häufigen und gut zu erkennenden Art ist der gelbe Stiel, der nicht oder nur angedeutet rötlich überfasert ist. 
Ähnliche Arten aus der Sektion Sanguinei sind der Rotgenatterte Hautkopf (Cortinarius purpureus), der Blutrote Hautkopf (Cortinarius sanguineus) und der Zimt-Hautkopf (Cortinarius cinnamomeus). 
Der etwas dickfleischigere Rotgenatterte Hautkopf hat einen von hellroten Velumresten (Cortina) reichlich überzogenen Stiel. Der Blutrote Hautkopf ist durch seine einheitlich dunkel-blutroten Farben an Hut, Stiel und Lamellen gekennzeichnet. Bei alten Exemplaren können die Farben allerdings ausblassen, sodass der Pilz ein „schmutziges Aussehen“ bekommt. Der Zimt-Hautkopf hat in der Jugend zimtorange gefärbte Lamellen, auch sind seine Sporen im Gegensatz zum Blutblättrigen Hautkopf etwas schlanker.

## Ökologie
Der Blutblättrige Hautkopf ist in bodensauren Fichten- und Tannenwäldern, Buchen-Tannen- und Tannen-Wäldern sowie entsprechenden Nadelbaumforsten zu finden. Im Flachland kommt er in seltenen Fällen auch in Laubwäldern bei Eichen und Buchen vor. Dabei besiedelt er meist Sand- und Moorböden, seltener lehmigen Untergrund. Das Substrat ist in der Regel nährstoffarm und sauer, selten basisch.
Er geht eine Mykorrhiza mit Nadelbäumen, vorwiegend mit der Gemeinen Fichte ein. Die Fruchtkörper erscheinen vom Sommer bis Herbst.

## Verbreitung
Der Blutblättrige Hautkopf ist in Europa, Nordasien (östlich bis Krasnojarsk) und Neuseeland verbreitet. In Europa ist er vermutlich in jedem Land zu finden, wobei er jedoch im Süden und Südosten selten ist. In Deutschland ist die Art weit verbreitet. In den kalkreichen Gebieten ist sie allerdings seltener oder fehlend.

## Bedeutung
Der Blutblättrige Hautkopf ist kein Speisepilz und gilt als giftverdächtig. Wie der Blutrote Hautkopf (Cortinarius sanguineus) eignet er sich zum Färben von Wolle. Bei Untersuchungen mit Drosophila melanogaster wurde eine insektizide Wirkung beobachtet.

## Systematik
Die var. pallidipes besitzt einen blasser gelben Stiel und einen mehr rotbraunen Hut sowie eine subalpine Verbreitung. Jedoch wird sie nicht von allen Autoren anerkannt.